# Michael Andreas Haeringer
Michael Andreas Haeringer (Barcelona, 26 de setembre de 2001) és un pianista català d'ascendència alemanya. És descendent directe del pianista i compositor hongarès Franz Liszt i de la pianista alemanya Sophie Menter i que ja li diuen el «fill de Franz Liszt»

## Biografia
Michael Andreas Haeringer va néixer el 26 de setembre de 2001 a Barcelona. Des de molt primerenca edat va desenvolupar un gran interès per la música. Des del 2005 fins ara estudia a l'Escola Luthier d'Arts Musicals. Va iniciar els seus primers estudis musicals amb la professora Berta Serra Larrocha. El 2007 va començar a estudiar piano amb el professor i pianista Gennady Dzyubenko, professor del Conservatori de Música de Girona. Des de l'octubre del 2010 també cursà al Conservatori Municipal de Música de Barcelona estudis professionals de música.
A partir de l'octubre del 2011 estudià cant amb la professora Àngels Miró. Un concert que Michael va realitzar el 2008 a l'Església de Sant Gaietà a Barcelona va suposar el seu primer èxit públic, seguit per diversos concerts a Catalunya i Espanya. Destaca la seva participació en el Festival Internacional de Música a Camprodon - en la commemoració del 100 aniversari d'Isaac Albéniz - així com concerts a l'Institut d'Estudis Nord-Americans, a la basílica de la Sagrada Família, al Conservatori del Liceu de Barcelona, a Mallorca, Màlaga, Tolosa de Llenguadoc, França, Alemanya, etc.
Al novembre del 2010 va realitzar el seu debut com a solista amb orquestra tocant el Concert per a piano en Re major de Haydn amb l'Orquestra "Gnessin Virtuosi" de Moscou. El 2011, ha interpretat el concert per a Piano i orquestra en Re major de Haydn amb la Filharmònica de Màlaga, sota la direcció d'Edmon Colomer. Després del gran èxit a Màlaga, el van convidar al novembre 2011 a tocar aquest mateix concert a Tolosa de Llenguadoc. Al març va actuar a Vilafranca amb l'Ensemble Orquestral Conjunt XXI Interpretant el Concert No.1 per a piano de Beethoven. El juliol de 2013 va interpretar el Concert No.12 de Mozart a KKL Luzerna, Suïssa.

## Premis
Durant el 2008 i 2009, Haeringer ha guanyat quatre primers premis i un segon premi en diferents competicions nacionals i internacionals. L'any 2010, amb 8 anys, va obtenir el primer premi en el Concurs Internacional de Joventuts Musicals de Vilafranca i un Segon premi en el Concurs Internacional de Piano Ricard Viñes a Lleida en la categoria per concursants de fins a 18 anys. També va guanyar el primer premi del concurs "Tu sí que vales" (2012).
Ha guanyat el "41è Concurs de Joves Intèrprets de Piano de Catalunya" (2010, categoria C, menors de 17 anys),